# Woodhouse Jazzband

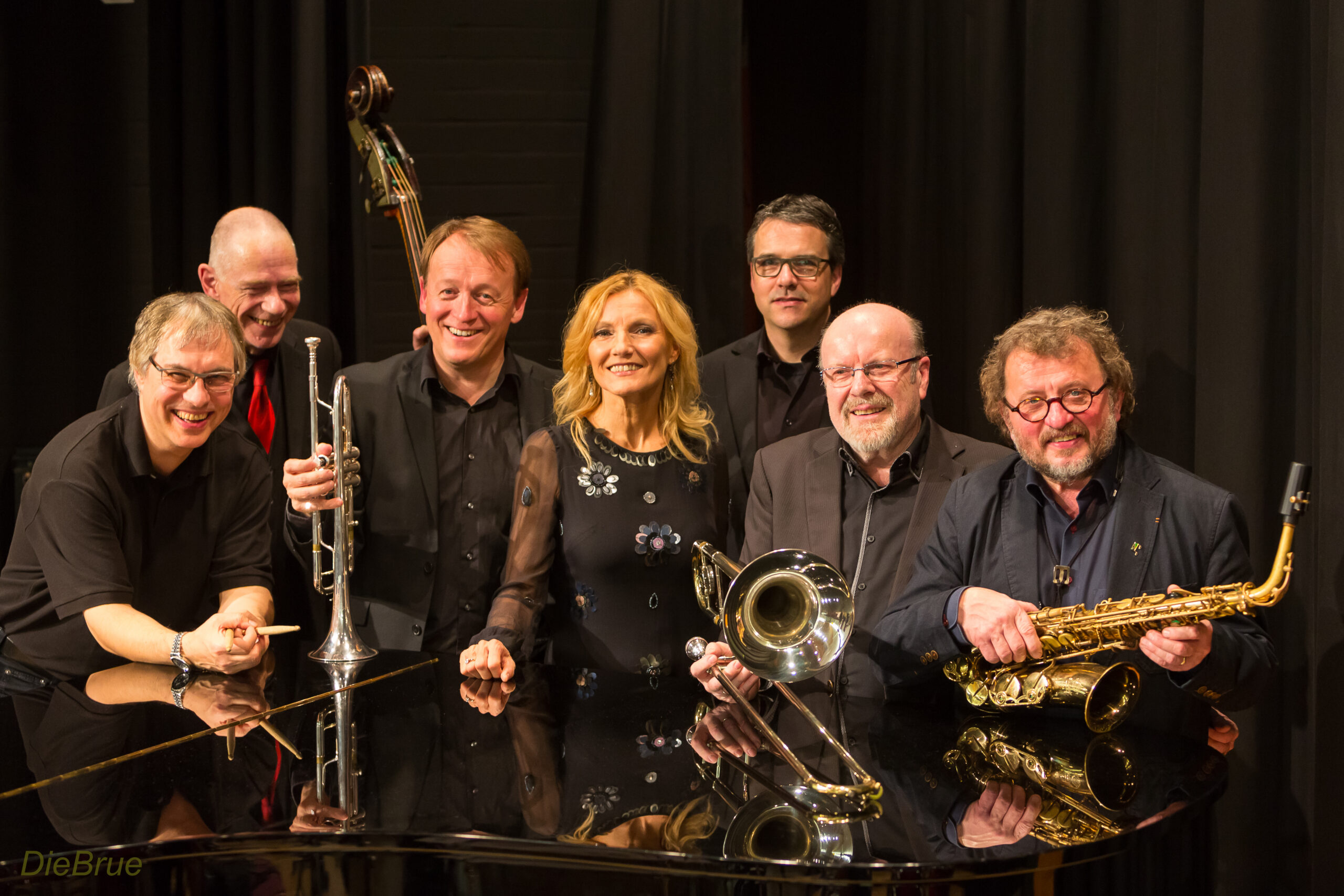
Woodhouse Jazzband

Die Woodhouse Jazzband ist eine seit 1953 bestehende deutsche Jazzband aus Mülheim an der Ruhr.

## Geschichte
1953 baten jazzbegeistere Jugendliche aus Mülheim a. d. Ruhr beim Oberstadtdirektor Witthaus um einen städtischen Übungsraum und gründeten eine Oldtime-Jazzband unter der Leitung des Trompeters Helmut Schlitt. Ihr Proberaum war eine Holzhütte im Uhlenhorster Forst in Speldorf, daher der Name Woodhouse. Zu den Gründungsmitgliedern gehörten Helmut Schlitt (Trompete), Friedrich-Karl Feldmann (Klarinette), Wilfried Hüfler (Klavier), Hans Schlang (Gitarre) und Heinz Piek (Schlagzeug).
Es war die Zeit diverser Bandgründungen und Jazzfestivals in Düsseldorf, Dortmund und Frankfurt, bei denen die Band in den Anfangsjahren Preise erhielt. Es folgten erste Schallplattenverträge bei Climax. 1962 gab es mit Horst Janßen einen Wechsel an der Posaune, der nach kurzer Zeit auch das Management übernahm. Es folgten Konzerte in Deutschland und anderen europäischen Ländern.
In den 70er und 80er Jahren folgen TV- und Rundfunkauftritte. Damit einher gaben sich bei der Woodhouse Jazzband internationale Gastsolisten wie unter anderem Gitte Hænning, Bill Ramsey, Paul Kuhn, Till Brönner, Rolf Ericson, Eugen Cicero, Klaus Osterloh, Martin Sasse, Helge Schneider, Udo Lindenberg ein Stelldichein.
Mit der Woodhouse Jazzband existieren insgesamt über 20 Schallplatten, CD- und DVD-Produktionen. Außerdem wurde ein Buch mit dem Titel Mülheim Blues veröffentlicht.
Seit 1987 ist Rolf Drese (dr) aus Düsseldorf künstlerischer Leiter der Band. Er zeichnet sich verantwortlich für die große Mehrzahl der Arrangements, durch die die Woodhouse Jazzband im Laufe der Jahre ihren Stil vom ganz traditionellen Dixieland hin zum Mainstream veränderte. Heute ist die Woodhouse bekannt für ihre Vielseitigkeit: Bekannte Dixieland-Stücke wechseln sich ab mit frischen Latin- und Poptiteln. Einige von ihnen klingen durch die ambitionierten, ausgeklügelten Arrangements und ungewohnte Grooves erfrischend außergewöhnlich.
Zuletzt gab die Band fünf Konzerte beim International Jazz & World Music Festival vom 10. bis 22. Oktober 2018 in Nanjing, China und 2023 Konzerte im Brunnenhof der Münchner Residenz und im Cotton Club in Hamburg.

## Musiker der „Woodhouse“
Aktuelle Besetzung:
- Hinderik Leeuwe – Trompete
- Waldemar Kowalski – Klarinette, Saxophon
- Horst Janßen – Posaune, Management
- Georg Derks – Klavier
- Michael Schöneich – Bass
- Rolf Drese – Schlagzeug, Arrangement
- Gaby Goldberg – Gesang

Seit Bestehen der Band haben sich durch ihre langjährige Mitwirkung folgende Musiker besonders verdient gemacht:
- Ulrich Karrenberg (cl, sax): 1974 – 2011
- Rolf Drese (dr, arr): seit 1987
- Hinderik Leeuwe (tp, flh): seit 1991
- Horst Janßen (tb, management): seit 1962

## Diskografie
- Woodhouse Stompers vol. 1 (1955)
- Woodhouse Stompers vol. 2 (1958)
- Woodhouse Stompers vol. 3 (1959)
- Woodhouse Jazz (1966)
- Woodhouse Ära Düsseldorf (1973)
- Woodhouse meets Wilton Gaynair (1975)
- Woodhouse Jazz im Revier (Arosa-Keller in Essen 1975)
- Woodhouse Hot & Soft Winds (1979)
- Woodhouse Live Siegen (1981)
- Woodhouse meets Eugen Cicero + Rolf Ericson (Agfa-Produktion 1983)
- Woodhouse & Beverly Daley & Rolf Ericson (1987)
- Woodhouse 40 Jahre (1993)
- Woodhouse Day by Day (Eigenverlag, 1994)
- Woodhouse Strike up the Band – 50 Jahre Woodhouse + Lydia van Dam (2003)
- Woodhouse 1. DVD Jubiläumskonzert Okt. 2003 unter anderem mit Helge Schneider (2004)
- Woodhouse 2. DVD Live in Rimini, Italien (2004)
- Woodhouse Jazz Rally Düsseldorf (2006)
- Woodhouse 3.DVD Live in Siegen feat. Dian Pratiwi u. Hans G. Adam (2007)
- Woodhouse No Sex, No Drugs, No Dixieland (Eigenverlag, 2008)
- Woodhouse Best of 60 Years (2013)
- Woodhouse Jubiläumsfeier zum 65. Bestehen in der Stadthalle Mülheim (2018)